# Shōnan no Kaze: Joker
Shonan no Kaze ~Joker~ é um álbum da banda japonesa Shōnan no Kaze lançado em 8 de abril de 2009. O álbum apareceu 48 no ranking semanal da Oricon onde chegou a primeira posição e permaneceu por uma semana.

## Faixas[1]
1. Ｊｏｋｅｒ
2. (ＮＯ　ＷＡＹ　～悪漢無頼～)
3. (黄金魂)
4. (睡蓮花)
5. Ｍｒ．Ｒａｇｇａ！！
6. (ダイヤモンド)
7. (約束)
8. (親愛なる．．．)
9. (曖歌)
10. (湾岸　ｈｉｇｈｗａｙ)
11. ＳＨＯＷ　ＴＩＭＥ
12. (Ｌｅｆｔ　＆　Ｒｉｇｈｔ　～名も無き足跡～)
13. (恋時雨)
14. (親友よ)
15. ｒａｉｎｙ